# Willem de Wolf
Willem de Wolf (Groningen, 1961) is een Nederlands acteur. Hij is vooral bekend als theateracteur en -schrijver.

## Levensloop
De Wolf studeerde in 1985 af aan de Amsterdamse Toneelschool. In datzelfde jaar richtte hij samen met Ton Kas het toneelgezelschap Kas & de Wolf op. In 2002 wonnen zij de VSCD-Mimeprijs voor de productie Ons soort mensen. Nadat in 2004 de subsidie werd stopgezet schreef Willem de Wolf o.a. de tekst bazel voor Dood Paard en bij Mugmetdegoudentand schreef hij samen met Lineke Rijxman en Joan Nederlof Hannah & Martin. Zijn tekst Krenz, de gedoodverfde opvolger werd in 2012 genomineerd voor de Taalunie Toneelschrijfprijs. In zogenaamde polycoproducties met STAN, Dood Paard en Maatschappij Discordia maakte hij de voorstellingen Onomatopee, We hebben een/het boek (niet) gelezen en Beroemden. Verder is hij te zien in diverse films en televisieseries. Momenteel maakt hij deel uit van de artistieke kern van het Antwerps Toneelgezelschap Compagnie De Koe.
De Wolf studeerde van 2004 tot 2009 deeltijd Duitse Taal en Cultuur aan de Universiteit van Amsterdam. 
Zijn toneelteksten bazel, Hannah & Martin (i.s.m. Joan Nederlof en Lineke Rijxman), Krenz en Vermogen (i.s.m. Joan Nederlof en Lineke Rijxman) zijn uitgegeven bij De Nieuwe Toneelbibliotheek. 

## Filmografie

### Film
- Lek (2000) - Murph
- Zwartboek (2006)
- Over Vis & Revolutie (2008)
- De gelukkige huisvrouw (2010) - Enzo
- Bumperkleef (2019) - Ed

### Televisie
- Baantjer (1995-2006), aflevering De Cock en de moord op de Margaretha (6 oktober 2000) - Frank Poppelier
- All Stars (1999-2001), aflevering Goddelijke Gemeenschap (20 november 2001) - Soepjurk
- Keyzer & De Boer Advocaten (2005-2008), aflevering De Tweeling (27 november 2006) - ADHDennis

## Toneelvoorstellingen
- 1985 - 2004 diverse voorstellingen met Kas & de Wolf
- 2006 Quality Time (Mugmetdegoudentand)
- 2008 Onomatopee (STAN, Compagnie De KOE, Dood Paard, Maatschappij Discordia)
- 2009 Hannah en Martin (Mugmetdegoudentand)
- 2010 De Wederopbouw van het Westen I: Wit (Compagnie De KOE)
- 2010 We hebben een/het boek (niet) gelezen (STAN, Compagnie De KOE, Dood Paard, Maatschappij Discordia)
- 2011 De Wederopbouw van het Westen II: Rood (Compagnie De KOE)
- 2011 Krenz (Compagnie De KOE)
- 2012 De Wederopbouw van het Westen III: Zwart (Compagnie De KOE)
- 2012 Beroemden (STAN, Compagnie De KOE, Dood Paard, Maatschappij Discordia)
- 2013 Olga (Compagnie De KOE)
- 2013 Vermogen (Mugmetdegoudentand)
- 2014 The Marx Sisters (Compagnie De KOE, STAN)
- 2016 Beckett Boulevard (Compagnie De KOE)
- 2017 ForsterHuberHeyne (Compagnie De KOE, De Nwe Tijd, Staatstheater Mainz)
- 2017 HelloGoodbye (Compagnie De KOE)

## Toneelteksten

### i.s.m. Ton Kas (Kas & de Wolf 1985 - 2004)
- 1985 groenland
- 1986 allegorieën 1 t/m 4
- 1987 de genezing
- 1988 de mode
- 1989 naar de natuur
- 1990 bio
- 1991 rodeo (Kas & de Wolf ism Marien Jongewaard)
- 1992 piste (Kas & de Wolf ism Marien Jongewaard)
- 1995 animo
- 1995 show
- 1996 de jantjes (Kas & de Wolf ism Marien Jongewaard)
- 1997 ambitie
- 1997 desperado
- 1998 mensch durf te leven! (Kas & de Wolf ism Marien Jongewaard)
- 1999 hygiëne (de harries, voorheen Kas & de Wolf)
- 2000 op=op (de harries, voorheen Kas & de Wolf)
- 2001 ons soort mensen (Kas & de Wolf passé)
- 2003 stand in

### na 2004
- 2005 galleryplay
- 2009 bazel
- 2010 Hannah en Martin (i.s.m. Joan Nederlof en Lineke Rijxman)
- 2010 Krenz, de gedoodverfde opvolger
- 2010 - 2012 Wederopbouw van het westen: witroodzwart (i.s.m. Peter van den Eede)
- 2013 Olga (i.s.m. Peter van den Eede)
- 2013 Vermogen (i.s.m. Joan Nederlof en Lineke Rijxman)
- 2014 The Marx Sisters
- 2017 ForsterHuberHeyne (i.s.m. Rebekka de Wit)